# Hiroshi Kawaguchi (acteur)
Pour les articles homonymes, voir Hiroshi Kawaguchi.
Hiroshi Kawaguchi (川口 浩), né le 22 août 1936 à Tokyo et mort le 17 novembre 1987, est un acteur japonais.

## Biographie
Hiroshi Kawaguchi est le fils de l'écrivain Matsutarō Kawaguchi et de l'actrice Aiko Mimasu. Actif du milieu des années 1950 à la fin des années 1980, il est l'un des acteurs fétiches de Yasuzō Masumura.
Il a été marié à l'actrice Hitomi Nozoe. Sa sœur, Akira Kawaguchi (ja) et ses deux frères, Hisashi Kawaguchi (ja) et Atsushi Kawaguchi (ja) sont aussi acteurs.
Il meurt le 17 novembre 1987 à l'âge de 51 ans des suites de complications post-opératoire, deux semaines après avoir subi une opération pour l'ablation d'une tumeur dans l’œsophage.

## Filmographie sélective
- 1956 : La Chambre des exécutions (処刑の部屋, Shokei no heya?) de Kon Ichikawa
- 1956 : Nihonbashi (日本橋?) de Kon Ichikawa
- 1956 : Akogare no renshūsen (あこがれの練習船?) de Hiromasa Nomura
- 1956 : Tsukigata Hanpeita (月形半平太 花の巻 嵐の巻, Tsukigata Hanpeita: Hana no maki arashi no maki?) de Teinosuke Kinugasa
- 1956 : Le Démon de midi (四十八歳の抵抗, Yonjū-hassai no teikō?) de Kōzaburō Yoshimura
- 1957 : Bojō no kawa (慕情の河?) de Kōji Shima
- 1957 : Le Train bondé (満員電車, Man'in densha?)[3] de Kon Ichikawa
- 1957 : Naga sugita haru (永すぎた春?) de Shigeo Tanaka
- 1957 : Yuwaku kara no dasshutsu (誘惑からの脱出?) de Kōji Shima
- 1957 : Les Baisers (くちづけ, Kuchizuke?) de Yasuzō Masumura
- 1957 : Sur la terre (地上, Chijo?) de Kōzaburō Yoshimura
- 1958 : Tōkyō no hitomi (東京の瞳?) de Shigeo Tanaka
- 1958 : Yūrakuchō de aimashō (有楽町で逢いましょう?) de Kōji Shima
- 1958 : Edokko matsuri (江戸っ子祭?) de Kōji Shima
- 1958 : Haha (母?) de Shigeo Tanaka
- 1958 : La Vengeance des loyaux serviteurs (忠臣蔵, Chūshingura?) de Kunio Watanabe
- 1958 : Aiga (愛河?) de Shigeo Tanaka
- 1958 : Les Géants et les Jouets (巨人と玩具, Kyojin to gangu?) de Yasuzō Masumura : Yōsuke Nishi
- 1958 : Musuko no kekkon (息子の結婚?) de Kōji Shima
- 1958 : Un homme audacieux (不敵な男, Futeki na otoko?) de Yasuzō Masumura
- 1958 : Musume no bōken (娘の冒険?) de Kōji Shima
- 1958 : Avenue des enfants ingrats (親不幸通り, Oyafuko dōri?) de Yasuzō Masumura : Kaneko Ema
- 1958 : Otoko jūkyū no wataridori (男十九の渡り鳥?) de Shigeo Tanaka
- 1959 : Les Mots de nos rencontres : au revoir, bonjour (あなたと私の合言葉 さよなら、今日は, Anata to watashi no aikotoba : sayonara, konnichiwa?) de Kon Ichikawa
- 1959 : Femme de champion (最高殊勲夫人, Saikō shukun fujin?) de Yasuzō Masumura
- 1959 : Yoru no togyo (夜の闘魚?) de Shigeo Tanaka
- 1959 : Hana no daishōgai (花の大障碍?) de Kōji Shima
- 1959 : Beauté coupable (美貌に罪あり, Bibō ni tsumi ari?) de Yasuzō Masumura
- 1959 : Herbes flottantes (浮草, Ukigusa?) de Yasujirō Ozu : Kiyoshi Homma
- 1959 : À travers les ténèbres (闇を横切れ, Yami o yokogire?) de Yasuzō Masumura
- 1960 : Sekushi sain: Suki suki suki (セクシー・サイン 好き好き好き?) de Kōji Shima
- 1960 : Testaments de femmes (女経, Jokyō?), 1er segment : La Femme qui veut mordre l'oreille (耳を噛みたがる女, Mimi o kamitagaru onna?) de Yasuzō Masumura
- 1960 : Shōri to haiboku (勝利と敗北?) d'Umetsugu Inoue
- 1960 : Sannin no kaoyaku (三人の顔役?) d'Umetsugu Inoue
- 1960 : Tendre et folle adolescence (おとうと, Otōto?)[4] de Kon Ichikawa
- 1960 : San kyōdai no kettō (三兄弟の決闘?) de Shigeo Tanaka
- 1961 : Ginzakko monogatari (銀座っ子物語?) d'Umetsugu Inoue
- 1961 : Onna wa yoru kesshō suru (女は夜化粧する?) d'Umetsugu Inoue
- 1961 : Onna no tsurihashi (女のつり橋?) de Keigo Kimura
- 1961 : Tōkyō onigiri musume (東京おにぎり娘?) de Shigeo Tanaka
- 1961 : Nyōbō gakkō (女房学校?) d'Umetsugu Inoue
- 1961 : Confessions d'une épouse (妻は告白する, Tsuma wa kokuhaku suru?) de Yasuzō Masumura
- 1961 : Bouddha (釈迦, Shaka?) de Kenji Misumi
- 1961 : Les Sœurs encombrantes (うるさい妹たち, Urusai imōtotachi?) de Yasuzō Masumura
- 1961 : Wakai yatsura no kaidan (若い奴らの階段?) de Shigeo Tanaka
- 1962 : Circonstances familiales (家庭の事情, Katei no jijō?) de Kōzaburō Yoshimura
- 1962 : Kurotokage (黒蜥蝪?) d'Umetsugu Inoue
- 1962 : Yuki no furu machi ni (雪の降る街に?) de Tetsutarō Murano
- 1962 : Heiten jikan (閉店時間?) d'Umetsugu Inoue
- 1962 : Hōseki dorobō (宝石泥棒?) d'Umetsugu Inoue
- 1962 : La Grande Muraille (秦・始皇帝, Shin shikōtei?) de Shigeo Tanaka
- 1969 : Yabanjin no nekutai (野蛮人のネクタイ?) de Noboru Kaji (ja)
- 1969 : Konto Gojugo-go: Uchu daibōken (コント５５号 宇宙大冒険?) de Jun Fukuda
- 1971 : Yoru no tekubari shi: Suke chi hitokiri (夜の手配師 すけ千人斬り?) de Makoto Naitō (ja)